# Ключевське (Борзинський район)
Ключевське́ (рос. Ключевсвое) — село у складі Борзинського району Забайкальського краю, Росія. Адміністративний центр та єдиний населений пункт Ключевського сільського поселення.

## Населення
Населення — 231 особа (2010; 412 у 2002).
Національний склад (станом на 2002 рік):
- росіяни — 82 %